# Oromasiphya
Oromasiphya är ett släkte av tvåvingar. Oromasiphya ingår i familjen parasitflugor.
Kladogram enligt Catalogue of Life:
| Oromasiphya | \| \| Oromasiphya ornata \| \| \| \| \| \| Oromasiphya urbanae \| \| \| \| |
|             | \| \| Oromasiphya ornata \| \| \| \| \| \| Oromasiphya urbanae \| \| \| \| |
|             | Oromasiphya ornata                                                         |
|             |                                                                            |
|             | Oromasiphya urbanae                                                        |
|             |                                                                            |